# Puccinia tomipara
Puccinia tomipara ist eine Ständerpilzart aus der Ordnung der Rostpilze (Pucciniales). Der Pilz ist ein Endoparasit von Wiesenrauten sowie von Bromus-Süßgräsern. Symptome des Befalls durch die Art sind Rostflecken und Pusteln auf den Blattoberflächen der Wirtspflanzen. Sie kommt im zentralen  Nordamerika vor.

## Merkmale

### Makroskopische Merkmale
Puccinia tomipara ist mit bloßem Auge nur anhand der auf der Oberfläche des Wirtes hervortretenden Sporenlager zu erkennen. Sie wachsen in Nestern, die als gelbliche bis braune Flecken und Pusteln auf den Blattoberflächen erscheinen.

### Mikroskopische Merkmale
Das Myzel von Puccinia tomipara wächst wie bei allen Puccinia-Arten interzellulär und bildet Saugfäden, die in das Speichergewebe des Wirtes wachsen. Die Aecien der Art besitzen 20–24 × 16–19 µm große, kugelige bis breitellipsoide und farblose Aeciosporen mit runzliger Oberfläche. Die gelbbraunen Uredien der Art wachsen zumeist oberseitig auf den Blättern der Wirtspflanze. Ihre goldbraunen Uredosporen sind kugelig bis breitellipsoid, 22–27 × 18–22 µm groß und fein stachelwarzig. Die auf beiden oder den unteren Blattseiten wachsenden Telien der Art sind bräunlich und lange bedeckt. Die haselnussbraunen Teliosporen des Pilzes sind drei- bis siebenzellig und quaderähnlich septiert, sehr variabel geformt und 39–48 × 18–35 µm groß. Ihre Stiele sind braun und sehr kurz.

## Verbreitung
Das bekannte Verbreitungsgebiet von Puccinia tomipara umfasst die Region um die Great Lakes bis nach Saskatchewan.

## Ökologie
Die Wirtspflanzen von Puccinia tomipara sind für den Haplonten Wiesenrauten (Thalictrum spp.) sowie Bromus-Arten für den Dikaryonten. Der Pilz ernährt sich von den im Speichergewebe der Pflanzen vorhandenen Nährstoffen, seine Sporenlager brechen später durch die Blattoberfläche und setzen Sporen frei. Die Art verfügt über einen Entwicklungszyklus mit Telien, Uredien, Spermogonien und Aecien und macht einen Wirtswechsel durch.